# کوردایتس
کوردایتس (نام علمی: Cordaites) نام یک سرده از division بازدانگان است.